# Torre dell'angelo
La torre dell'angelo è un colombario sito a Via Latina a Roma.

## Storia
Il colombario risale al I-II secolo d.C. Nel Medioevo (nel XIII secolo) fu trasformato in torre di avvistamento. La torre prese il nome da un affresco raffigurante San Michele arcangelo sito in una struttura di cui non si ha più testimonianza.

## Descrizione
Il colombario si suddivide in tre piani, di cui uno seminterrato. L'ingresso è sito al piano terra, mentre il piano superiore vi è una finestra arcuata su cui, forse, vi era posta una statua del defunto, mentre ai due lati vi sono due semi-colonne. Dietro una ringhiera vi è la tomba vera e propria circondata da delle pareti sacre. La scala che collega il piano terra al primo piano è stata posta in seguito. Il primo piano ospitava la tomba, mentre il primo piano ospitava le cerimonie funebri. Il colombario era verosimilmente collegato ad altre catacombe vicine, ma questo collegamento è stato in seguito distrutto per via della costruzione della ferrovia Roma-Pisa.

## Collegamenti
|  | È raggiungibile dalla stazione di Roma Tuscolana. |

|  | È raggiungibile dalla stazione di Roma Tuscolana. |

|  | È raggiungibile dalla stazione di Roma Tuscolana. |